# Brain damage
Brain Damage este o trupă franceză de Dub, din Saint-Etienne, Franța, inițiată în 1999 de Martin Nathan și Raphael Talis.

## Biografie
Martin Nathan a fondat Brain Damage în 1999 la Saint-Etienne. În turneu cu basistul Raphael Talis până în 2011, apoi de unul singur, el produce și joacă spectacole live de mașini (Live act). De asemenea, participă la o emisiune săptămânală de reggae și dub pe undele Radio Dio . EP Bipolar Disorder, emis sub eticheta Bangarang, câștigă un succes timpuriu  .
La începutul noului secol, Martin lucrează cu câțiva maeștri de scenă britanici ( Zion Train, Alpha și Omega, The Disciples ) și cântă la Londra la Conscious Sounds Studio împreună cu MC Tena Stelin. Apoi produce două albume cu casa de discuri din Paris, Hammerbass. În 2006, se alătură casei de discuri din Lyon Jarring Effects și continuă să exploreze pe scară largă poezia Dub, Cuvântul vorbit și Scurtături.
În 2011, noul său proiect, împreună cu trupa High Tone Dub din Lyon, dă naștere unui nou album și turneu numit High Damage . Apoi își continuă munca cu o altă producție dub cu voci originale și puternice : Brain Damage Dub Sessions „"What you gonna do ?" . Un an mai târziu, în octombrie 2013, emite Empire Soldiers, realizat împreună cu artistul britanic Steve Vibronics .
În 2015, călătorește la Kingston și înregistrează vocile care vor fi folosite în proiectul Walk the Walk/Talk the Talk. Idolii jamaicani precum Horace Andy, Willi Williams, Winston Mc Anuff, Kiddus I sau Ras Michael sunt sarbatoriti in aceste doua albume.
În 2017, Martin Nathan călătorește în SUA pentru a lucra cu Harrisson Stafford, liderul Groundation, Liberation Times. Un an mai târziu pleacă în Columbia și produce un nou album cu voci în limba spaniolă.
2021 este martorul lansării albumului Brain Damage meets Big Youth- Beyond the Blue, un parteneriat creativ și plin de culoare cu Big Youth  .
În primăvara anului 2023, un alt album dub este lansat : Groundation meets Brain Damage-Dreaming From An Iron Gate  . Această producție este rodul unei a doua colaborări majore între Brain Damage și Harrison Stafford, revede Hebron Gate 20 de ani mai târziu cu mare virtuozitate.

## Discografie

### EP
- Bipolar Disorder (Bangarang) - 1999

### Albume de studio
- Always greener (on the other side) (Bangarang/Hammerbass) - 2002
- Ashes to ashes / Dub to dub (Bangarang/Hammerbass/Sounds Around) - 2004
- Spoken dub manifesto vol.1 (Bangarang/Jarring Effects) - 2006
- Short Cuts (Bangarang/Jarring Effects) - 2008
- Burning before Sunset (Jarring Effects/Discograph) - 2010
- Burning before sunset featuring Black Sifichi (Jarring Effects) -  2010
- High Damage by High Tone meets Brain Damage (Jarring Effects) - 2012
- What you gonna do? (Jarring Effects) - 2012
- Empire Soldiers by Brain Damage meets Vibronics (Jarring Effects) - 2013
- Walk The Walk (Jarring Effects) - 2015
- Talk The Talk (Jarring Effects) - 2016
- Liberation Times by Brain Damage meets Harrison Stafford  (Jarring Effects) - 2017
- Ya no mas ! (Jarring Effects) - 2018
- Beyond the Blue by Brain Damage meets Big Youth (Jarring Effects) - 2021
- Dreaming From an Iron Gate by Groundation meets Brain Damage (Baco Records) - 2023

### Albume live
- Short Cuts Live (Jarring Effects/Discograph) - 2009
- Empire Soldiers Live (Jarring Effects / L'Autre Distribution) - 2015

### Albume de compilare și remixuri
- Combat Dub
- Combat Dub II
- Combat Dub III
- Combat Dub IV
- Digital Park Compilation
- Alpha and Omega Meets Bangarang
- Maxi vinyle de remixes de Lab°
- Roots of Dub Funk vol. 3
- Dub Solidarity
- Crooklyn Dub Outernational/Certified Dope Vol.4
- Alpha and Omega : Spirit of the Ancients
- Dub Excursion (Produced by Sounds Around Records)
- Dub in France
- Dub Addicts
- JFX⁠(d) 100
- Zion Train⁠(d) : Live as one remixed
- How do you sleep ?
- Burn Babylon Burn
- Dub Wiser Chapter II
- Wordsound 48 LP
- High Tone⁠(d) Dub Box
- Brain Damage meets Jazzmin Tutum
- Zenzile Electric Soul Remixes
- Tour de Force Battle Cry Remixed
- Vaticaen Box #2
- Remix of Vibronics' Samsara
- Dub Alliance
- Skank Lab #5
- Tribute to Style Scott, Remix Clash
- Sparky Riots
- Remix on Vibronics' African Stone EP
- Remix of Zenzile So Far So Good

## linkuri externe
- Site-ul oficial